# Kenny Olsson
Börje Kenny Olsson, född 3 juni 1977 i Stockholm, död 8 juni 2007 i Norrköping, var en svensk speedwayförare.
Olsson var bosatt i Haninge, men tävlade för en rad svenska speedwayklubbar och bodde under en tid i början av 00-talet i Eskilstuna där han hade en sambo, systern Susanne Henderson med familj och där laget Smederna har sin hemmaarena. Därifrån värvades han av Hammarby Speedway i Stockholm, och var med då denna klubb 2005 tog sig till elitserien. 
Han körde också vintertid i "The Xtreme International Ice Racing series" (ice speedway) i USA och vann bägge serierna 2004 och 2005.

## Sista tävlingen
Under sin sista tid var han inför säsongen 2007 utlånad av Hammarby till Vargarna i Norrköping och utgjorde där en rejäl förstärkning. Han avled fem dagar efter sin 30-årsdag på Vrinnevisjukhuset i Norrköping efter att ha skadats svårt i huvudet vid en olycka under en hemmamatch mot Valsarna på Kråkvilan kvällen före.

## Begravning
Begravningen ägde rum den 6 juli 2007 i Högalidskyrkan på Södermalm i Stockholm med Lars "Sumpen" Sundbom som officiant. Urnsättningen ägde rum i kretsen av de närmaste på Skogskyrkogården i Stockholm den 31 oktober 2007. Olsson var morbror till speedwaybröderna Robert Henderson och Daniel Henderson. 